# دانييلا ألفيس ليما
دانييلا ألفيس ليما (بالبرتغالية: Daniela Alves) (12 يناير 1984 بساو باولو في البرازيل - ) هي لاعبة كرة قدم برازيلية في مركز الوسط، شاركت في الألعاب الأولمبية الصيفية 2008 والألعاب الأولمبية الصيفية 2004 والألعاب الأولمبية الصيفية 2000. وشاركت مع منتخب البرازيل لكرة القدم للسيدات. أما مع النوادي، فقد لعبت مع جمعية بورتوغيزا الرياضية ونادي هكن للسيدات وSaint Louis Athletica ‏ وBay State Select ‏ ولينكوبينج وSan Diego Spirit ‏ ونادي سآد سبورته وHampton Roads Piranhas ‏.

## وصلات خارجية
- دانييلا ألفيس ليما على موقع الاتحاد الدولي (مؤرشف)  (الإنجليزية)
- دانييلا ألفيس ليما على موقع قاعدة بيانات كرة القدم.إي يو (الإنجليزية)
- دانييلا ألفيس ليما على موقع Soccerway.com (الإنجليزية)
- دانييلا ألفيس ليما على موقع عالم كرة القدم.نت (الإنجليزية)
- دانييلا ألفيس ليما على موقع أوليمبيديا (الإنجليزية)
- دانييلا ألفيس ليما على موقع اللجنة الأولمبية البرازيلية (البرتغالية)